# 拉回 (微分几何)
在微分几何中，拉回是将一个流形上某种结构转移到另一个流形上的一种方法。具体地说，假设 {\displaystyle \phi :M\rightarrow N} 是从光滑流形 {\displaystyle M} 到 {\displaystyle N} 的光滑映射；那么伴随有一个从 {\displaystyle N} 上 1- 形式（余切丛的截面）到 {\displaystyle M} 上 1-形式的线性映射，这个映射称为由 {\displaystyle \phi } 拉回，经常记作 {\displaystyle \phi ^{*}}。更一般地，任何 {\displaystyle N} 上共变张量场——特别是任何微分形式——都可以由 {\displaystyle \phi } 拉回到 {\displaystyle M} 上。
当映射 {\displaystyle \phi } 是微分同胚，那么拉回与前推一起，可以将任何 {\displaystyle N} 上的张量场变换到 {\displaystyle M}，或者相反。特别地，如果 {\displaystyle \phi } 是 {\displaystyle \mathbb {R} ^{n}} 的开集与 {\displaystyle \mathbb {R} ^{n}} 之间的微分同胚，视为坐标变换（也许在流形 M 上不同的坐标卡上），那么拉回和前推描述了共变与反变张量用更传统方式（用基）表述的变换性质。
拉回概念背后的本质很简单，是一个函数和另外一个函数的前复合。但是将这种想法运用到许多不同的情形，可以构造许多复杂的拉回。本文从简单的操作开始，然后利用它们构造更复杂的。粗略地讲，拉回手法（利用前复合）将微分几何中多种不同的结构变成反变函子。

## 光滑函数与光滑映射
设 {\displaystyle \phi :M\rightarrow N} 是光滑流形 {\displaystyle M} 与 {\displaystyle N} 之间的光滑映射，假设 {\displaystyle f:N\rightarrow \mathbb {R} } 是 {\displaystyle N} 上一个光滑函数。则 {\displaystyle f} 通过 {\displaystyle \phi } 的拉回是 {\displaystyle M} 上的光滑函数 {\displaystyle \phi ^{*}f}，定义为{\displaystyle (\phi ^{*}f)(x)=f(\phi (x))}。类似地，如果 {\displaystyle f} 是 {\displaystyle N} 中开集 {\displaystyle U} 上的光滑函数，则相同的公式定义了 {\displaystyle M} 中开集  {\displaystyle \phi ^{-1}(U)} 上一个光滑函数。用层的语言说，拉回定义了 {\displaystyle N} 上光滑函数层到 {\displaystyle \phi } 的直接像（在 {\displaystyle M} 上光滑函数层中）的一个态射。
更一般地，如果 {\displaystyle f:N\rightarrow A} 是从 {\displaystyle N} 到任意其他流形 {\displaystyle A} 的光滑映射，则 {\displaystyle \phi ^{*}f(x)=f(\phi (x))} 是从 {\displaystyle M} 到 {\displaystyle A} 的一个光滑映射。

## 丛与截面
如果 {\displaystyle E} 是 {\displaystyle N} 上一个向量丛（或任意纤维丛），{\displaystyle \phi :M\rightarrow N} 是光滑映射，那么拉回丛 {\displaystyle \phi ^{*}E} 是 {\displaystyle M} 上一个向量丛（或更一般地纤维丛），其 {\displaystyle M} 中的点 {\displaystyle x} 处的纤维由 {\displaystyle (\phi ^{*}E)_{x}=E_{\phi (x)}} 给出。
在此情形，前复合定义了 {\displaystyle E} 上截面的一个变换：如果 {\displaystyle s} 是 {\displaystyle N} 上 {\displaystyle E} 的一个截面，那么拉回截面 {\displaystyle \varphi ^{*}s=s\circ \varphi } 是 {\displaystyle M} 上拉回丛 {\displaystyle \phi ^{*}E}  的一个截面。

## 多重线性形式
设 {\displaystyle \Phi :V\rightarrow W} 是向量空间 {\displaystyle V} 与 {\displaystyle W} 之间的一个线性映射（即，{\displaystyle \Phi } 是 {\displaystyle L(V,W)} 中的元素，也记成 {\displaystyle \hom(V,W)}），设
{\displaystyle F:W\times W\times \cdots \times W\rightarrow \mathbb {R} }
是 {\displaystyle W} 上一个多重线性形式（也称为 {\displaystyle (0,s)} 阶张量——但不要和张量场混淆——这里 {\displaystyle s} 是乘积中 {\displaystyle W} 的因子的个数）。则 {\displaystyle F} 由 {\displaystyle \Phi } 的拉回 {\displaystyle \Phi ^{*}F} 是一个 {\displaystyle V} 上的多重线性形式，定义为 {\displaystyle F} 与 {\displaystyle \Phi } 的前复合。准确地，给定 {\displaystyle V} 中向量 {\displaystyle v_{1},v_{2},\cdots ,v_{s}}，{\displaystyle \Phi ^{*}F} 由公式定义
{\displaystyle (\Phi ^{*}F)(v_{1},v_{2},\ldots ,v_{s})=F(\Phi (v_{1}),\Phi (v_{2}),\ldots ,\Phi (v_{s})),}
这是 {\displaystyle V} 上一个多重线性形式。从而  {\displaystyle \Phi ^{*}} 是一个从 {\displaystyle W} 上的多重线性形式到 {\displaystyle V} 上的多重线性形式的（线性）算子。作为一个特例，注意到如果 {\displaystyle F} 是 {\displaystyle W} 上一个线性形式（或 {\displaystyle (0,1)} -张量），那么 {\displaystyle F} 是 {\displaystyle W} 的对偶空间 {\displaystyle W^{*}} 中一个元素，则 {\displaystyle \Phi ^{*}F} 是 {\displaystyle V^{*}} 中一个元素，所以拉回定义了对偶空间之间一个线性映射，作用的方向与线性映射 {\displaystyle \Phi } 自己的方向相反：
{\displaystyle \Phi \colon V\rightarrow W,\qquad \Phi ^{*}\colon W^{*}\rightarrow V^{*}.}
从张量的观点来看，自然想把来回这种概念推广到任何阶，即 {\displaystyle W}上取值于 {\displaystyle r} 个 {\displaystyle W} 的张量积 {\displaystyle W\otimes W\otimes \cdots \otimes W} 的线性映射。但是，这种张量积不能自然的拉回：不过有从
{\displaystyle V\otimes V\otimes \cdots \otimes V} 到 {\displaystyle W\otimes W\otimes \cdots \otimes W} 的前推算子，定义为
{\displaystyle \Phi _{*}(v_{1}\otimes v_{2}\otimes \cdots \otimes v_{r})=\Phi (v_{1})\otimes \Phi (v_{2})\otimes \cdots \otimes \Phi (v_{r}).}
然而，如果 {\displaystyle \Phi } 可逆，拉回可以用逆函数 {\displaystyle \Phi ^{-1}} 的前推定义。将一个可逆线性映射与这两个构造放在一起，得到了对任何 {\displaystyle (r,s)} 阶张量一个拉回算子。

## 余切向量与 1 形式
设 {\displaystyle \phi :M\rightarrow N} 是光滑流形间的光滑映射。那么 {\displaystyle \phi } 的前推：{\displaystyle \phi *=\operatorname {d} \!\phi } （或 {\displaystyle D\phi }），是从 {\displaystyle M} 的切丛 {\displaystyle TM} 到拉回丛 {\displaystyle \phi ^{*}TN} 的（在 {\displaystyle M} 上）向量丛同态。从而 {\displaystyle \phi *} 的转置是从 {\displaystyle \phi ^{*}T^{*}N} 到 {\displaystyle M} 的余切丛 {\displaystyle T^{*}M} 的丛映射。
现在假设 {\displaystyle \alpha } 是 {\displaystyle T^{*}N} 的一个截面（{\displaystyle N} 上一个 1-形式），将 {\displaystyle \alpha } 与 {\displaystyle \phi } 前复合得到 {\displaystyle \phi ^{*}T^{*}N}的一个拉回截面。将上述（逐点）丛映射应用到截面导致 {\displaystyle \alpha } 由 {\displaystyle \phi } 的拉回，是 {\displaystyle M} 上一个 1-形式，定义为：
{\displaystyle (\varphi ^{*}\alpha )_{x}(X)=\alpha _{\varphi (x)}(\mathrm {d} \varphi _{x}(X))}
对 {\displaystyle x} 属于 {\displaystyle M}  与 {\displaystyle X} 属于 {\displaystyle T_{x}M}。

## （共变）张量场
对任何自然数 {\displaystyle s}，上述构造马上可推广到 {\displaystyle (0,s)} 阶张量丛上。流形 {\displaystyle N} 上 {\displaystyle (0,s)} 张量场  是 {\displaystyle N} 上张量丛的一个截面，在 {\displaystyle N} 中 {\displaystyle y} 点的截面是多重线性 {\displaystyle s}-形式空间
{\displaystyle F\colon T_{y}N\times \cdots \times T_{y}N\to \mathbb {R} .}
取 {\displaystyle \Phi } 等于从 {\displaystyle M} 到 {\displaystyle N} 的一个光滑映射的微分（逐点的），多重线性形式的拉回可与截面的拉回复合得出 {\displaystyle M} 上 {\displaystyle (0,s)} 张量场的拉回。更确切地，如果 {\displaystyle S}  是 {\displaystyle N} 上一个 {\displaystyle (0,s)}-张量场，那么 {\displaystyle S} 由 {\displaystyle \phi } 的拉回 是 {\displaystyle M} 上 {\displaystyle (0,s)}-张量场 {\displaystyle \phi ^{*}S}，定义为
{\displaystyle (\varphi ^{*}S)_{x}(X_{1},\ldots ,X_{s})=S_{\varphi (x)}(\mathrm {d} \varphi _{x}(X_{1}),\ldots \mathrm {d} \varphi _{x}(X_{s}))\ ,}
对 {\displaystyle x} 属于 {\displaystyle M} 与  {\displaystyle X_{j}} 属于 {\displaystyle T_{x}M}。

## 微分形式
共变张量场拉回的一个特别重要的例子是微分形式的拉回。如果 {\displaystyle \alpha } 是一个微分 {\displaystyle k}-形式，即 {\displaystyle TN}（逐点）反交换 {\displaystyle k}-形式组成的外丛 {\displaystyle \Lambda ^{k}T^{*}N} 的一个截面，则 {\displaystyle \alpha } 的拉回是 {\displaystyle M} 上一个微分 {\displaystyle k}-形式，定义与上一节相同：
{\displaystyle (\varphi ^{*}\alpha )_{x}(X_{1},\ldots ,X_{k})=\alpha _{\varphi (x)}(\mathrm {d} \varphi _{x}(X_{1}),\ldots \mathrm {d} \varphi _{x}(X_{k}))\ ,}
对 {\displaystyle x} 属于 {\displaystyle M} 与 {\displaystyle X_{j}} 属于 {\displaystyle T_{x}M}。
微分形式的拉回有两个性质，使其非常有用。
1. 和楔积相容：假设同上，对 {\displaystyle N} 上的微分形式 {\displaystyle \alpha } 与 {\displaystyle \beta }，
{\displaystyle \varphi ^{*}(\alpha \wedge \beta )=\varphi ^{*}\alpha \wedge \varphi ^{*}\beta \ .}
2. 和外导数 {\displaystyle \operatorname {d} \!}  相容：如果 {\displaystyle \alpha } 是 {\displaystyle N} 上一个微分形式，则
{\displaystyle \varphi ^{*}(\mathrm {d} \alpha )=\mathrm {d} (\varphi ^{*}\alpha )\ .}

## 由微分同胚拉回
当流形之间的映射 {\displaystyle \phi } 是微分同胚，即有一个光滑逆函数，则在向量场上也像 1-形式一样定义拉回，从而通过扩张，对流形上任何混合张量场都可拉回。线性映射
{\displaystyle \Phi =\mathrm {d} \varphi _{x}\in GL(T_{x}M,T_{\varphi (x)}N)}
可逆，给出
{\displaystyle \Phi ^{-1}={\mathrm {d} \varphi _{x}}^{-1}\in GL(T_{\varphi (x)}N,T_{x}M).}
一个一般的混合型张量场通过张量积分解为 {\displaystyle TN} 与 {\displaystyle T^{*}N} 两部分，分别用  {\displaystyle \Phi } 与 {\displaystyle \Phi ^{-1}} 变换。当 {\displaystyle M=N} 时，则拉回和前推刻画了流形 {\displaystyle M} 上张量场的变换性质。用传统术语说，拉回描述了张量共变指标的变换性质；相对地，反变指标的变换性质由前推给出。

## 由自同构拉回
上一节的构造有一个代表性特例，若 {\displaystyle \phi } 是流形 {\displaystyle M} 到自己的微分同胚。在这种情况下，导数 {\displaystyle \operatorname {d} \!\phi } 是 {\displaystyle GL(TM,\phi ^{*}TM)} 的一个截面。这样便在通过一个一般线性群 {\displaystyle GL(m)(m=\dim M)} 相配于 {\displaystyle M} 的标架丛 {\displaystyle GL(M)} 的任何丛的截面上导出了拉回作用。

## 拉回与李导数
将上述想法应用到由向量场 {\displaystyle M} 定义的微分同胚单参数群，对参数求导，得到了任意丛上的李导数概念。

## 联络（共变导数）
如果 {\displaystyle \nabla } 是 {\displaystyle N} 上向量丛 {\displaystyle E} 的联络（或共变导数），{\displaystyle \phi } 是从 {\displaystyle M} 到 {\displaystyle N} 的光滑映射，那么在 {\displaystyle M} 上的向量丛 {\displaystyle \phi ^{*}E} 上有拉回联络 {\displaystyle \varphi ^{*}\nabla }，由等式
{\displaystyle (\varphi ^{*}\nabla )_{X}(\varphi ^{*}s)=\varphi ^{*}(\nabla _{\mathrm {d} \varphi (X)}s)}
惟一确定。